# Artur Negreiros Falcão
Artur Negreiros Falcão (Queimadas, 20 de novembro de 1892 — 27 de abril de 1962) foi um político brasileiro. Filho de José Negreiros Falcão e de Antônia de Freitas Falcão, ele foi criado no povoado de Santa Luzia. Exerceu o mandato de deputado federal constituinte pela Bahia em 1946.
Começou a estudar nesse povoado e continuou os estudos no Ginásio São José, em Salvador. Cursou a faculdade de direito, e enquanto era universitário, se tornou o secretário da Organização Eleitoral Pró-Rui Barbosa. Esse movimento, ocorrido entre 1909 e 1910, promovia a candidatura de Rui Barbosa como novo presidente do país, opondo-se ao marechal Hermes da Fonseca, que foi eleito neste ano. Formou-se em direito pela Faculdade de Direito da Universidade Federal da Bahia em 1914 e começou a exercer  profissão no foro de Salvador.
Em maio de 1933, foi eleito deputado pelo estado da Bahia à Assembléia Nacional Constituinte, sendo parte do Partido Social Democrático.
Em relação aos direitos dos militarem em votarem, muitos deputados, incluindo Negreiros Falcão, apoiavam a decisão. O argumento era de que as Escolas Militares ajudavam muito para que achassem soluções de importantes problemas do país, o que levava os militares a terem consciência do voto. Defendendo o direito na tribuna da Assembléia, Falcão ainda disse que não via motivos para negar esse direito, já que até as mulheres já o podiam fazer. Falcão também se considerava completamente defensor do direito do voto feminino, afirmando que defendeu isso durante a Constituinte Brasileira de 1933-1934, assim como também sempre apoiou o exercício social, científico e político por parte das mulheres como um direito, o que sempre haviam sido tidas como privilégios masculinos.
Foi também um dos assinantes do projeito de lei n. 562, do ano de 1950, que incluía entre as contravenções penais qualquer prática de ato que resultasse em preconceitos de cor ou de raça.